# Segrestades
Segrestades (originalment en anglès, Held Hostage) és una pel·lícula de la xarxa Lifetime protagonitzada per Julie Benz que es va emetre el 19 de juliol de 2009. Es basa en la història real de Michelle Renee Ramskill-Estey, que també va escriure-la en una novel·la. El compositor Hal Foxton Beckett va ser nominat a un premi Leo per la banda sonora de la pel·lícula. Ha estat doblada al català.

## Sinopsi
La Michelle Estey és una mare soltera i directora de la sucursal d'un banc que viu amb la seva filla Breea al sud de Califòrnia. Una nit, tres homes emmascarats entren a casa seva amb molta violència i les retenen a totes dues en contra de la seva voluntat. El cap dels segrestadors vol obligar la Michelle a entrar al seu propi banc l'endemà al matí i buidar la caixa forta, amb l'amenaça que, si no ho fa, matarà la seva filla. La Michelle està disposada a fer el que calgui per salvar la Breea, però els seus empleats i la policia no s'acaben de creure que ella no tingui res a veure amb l'atracament.

## Esdeveniments reals
El novembre de 2000, Michelle Ramskill-Estey i la seva filla de 7 anys, Breea Ramskill, quan tornaven a casa seva a Needles (Califòrnia), van trobar-hi quatre homes armats. Els assaltants van lligar-les amb bombes falses a les dues i van ordenar a Ramskill-Estey que els conduís a una ubicació del Bank of America, on ella treballava, i els donés els 360.000 dòlars de la caixa forta. Per aquests fets, es van imputar dos homes i una dona. Mentre que es va condemnar als dos homes, la dona va quedar absolta de tots els càrrecs. La història es va tractar en un capítol de la sèries estatunidenques I Survived... i 48 Hours.

## Repartiment
- Julie Benz com a Michelle Ramskill-Estey
- Brendan Penny com a Chris Clark/Money One
- Sonja Bennett com a Sandi Clark
- Natasha Calis com a Breea Ramskill